# Parque Olímpico de la Juventud
 (mai 2019).
Si vous disposez d'ouvrages ou d'articles de référence ou si vous connaissez des sites web de qualité traitant du thème abordé ici, merci de compléter l'article en donnant les références utiles à sa vérifiabilité et en les liant à la section « Notes et références ».
Le Parque Olímpico de la Juventud, ancien Parque Polideportivo Roca est un parc sportif de Buenos Aires, situé dans le barrio de Villa Soldati, le long du Riachuelo.

## Histoire
Créé en 1978 par la municipalité de Buenos Aires dans la vieille Quinta del Molino (une propriété avec un moulin à eau), il devient, en 2006, le parc des amateurs de tennis, avec la construction du stade Mary Terán de Weiss, ainsi dénommé pour la première joueuse de tennis argentine de renommée internationale.

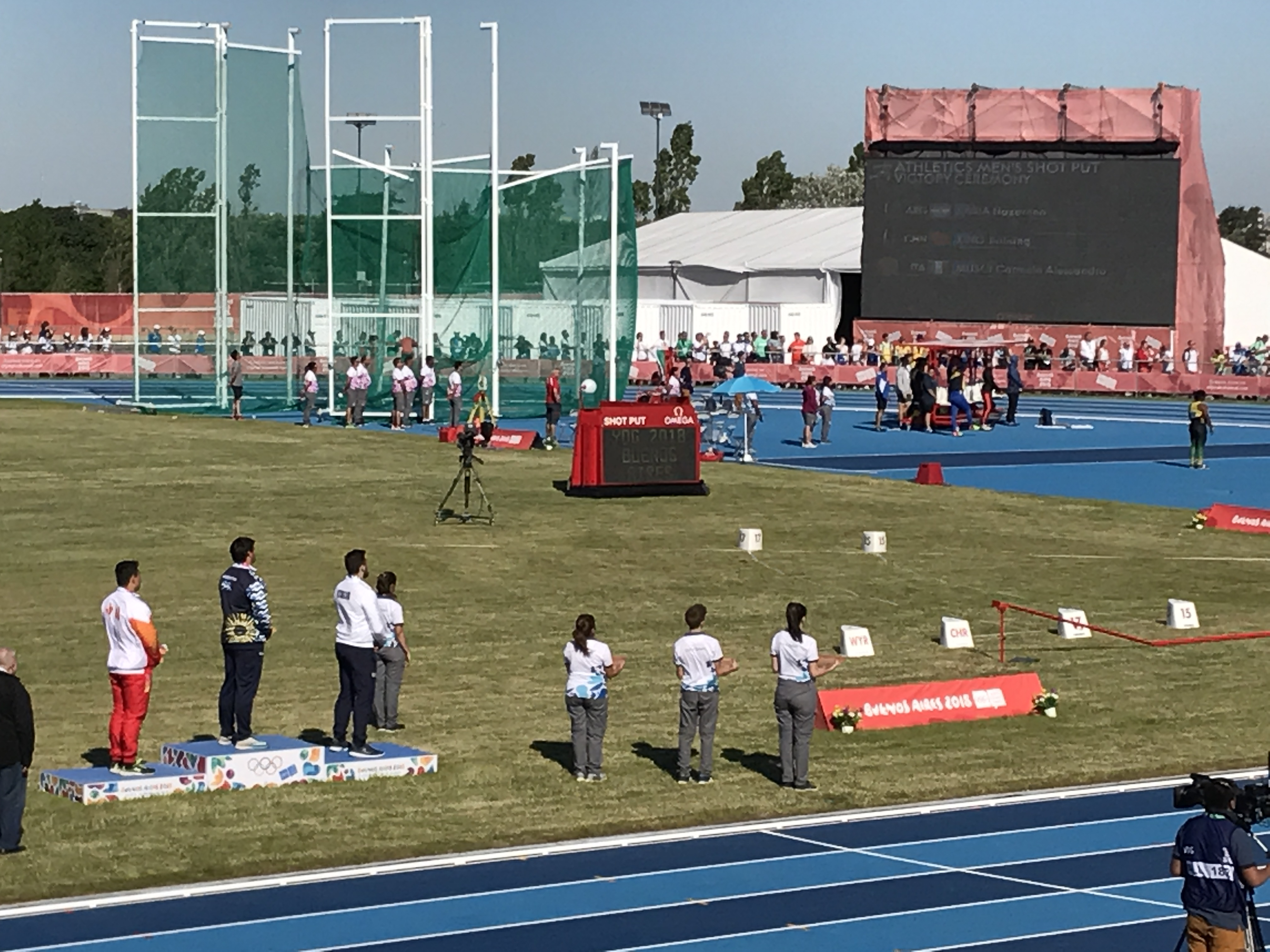
Cérémonie de médaille lors des Jeux Olympiques de la jeunesse

Quasiment à l'état d'abandon en 2016, il est choisi tardivement pour une rénovation complète afin de pouvoir y accueillir les Jeux olympiques de la jeunesse de 2018, et notamment 14 sports sur 32 au total.
Y sont alors inaugurés en 2018, deux pistes d'athlétisme (dont une avec des gradins provisoires), un centre aquatique avec une piscine olympique et un sautoir, des stades de hockey sur gazon, un parcours de cross et 5 pavillons multi-usages (escrime, gymnastique, sports de combat, etc.) qui reçoivent chacun la dénomination d'un continent, Afrique, Amérique, Asie, Europe et Océanie.